# 지역재건팀

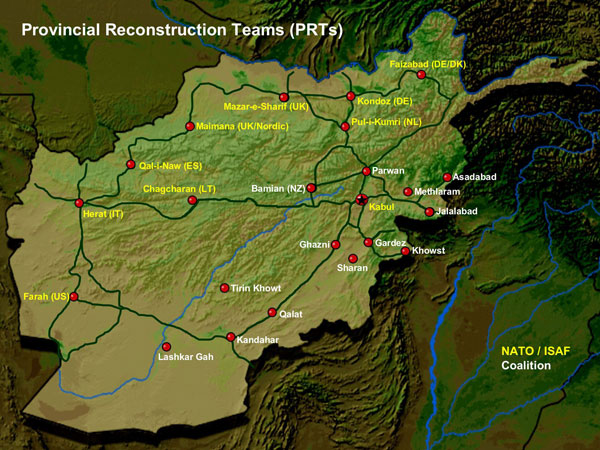
아프기나스탄에 배치된 지역재건팀의 위치

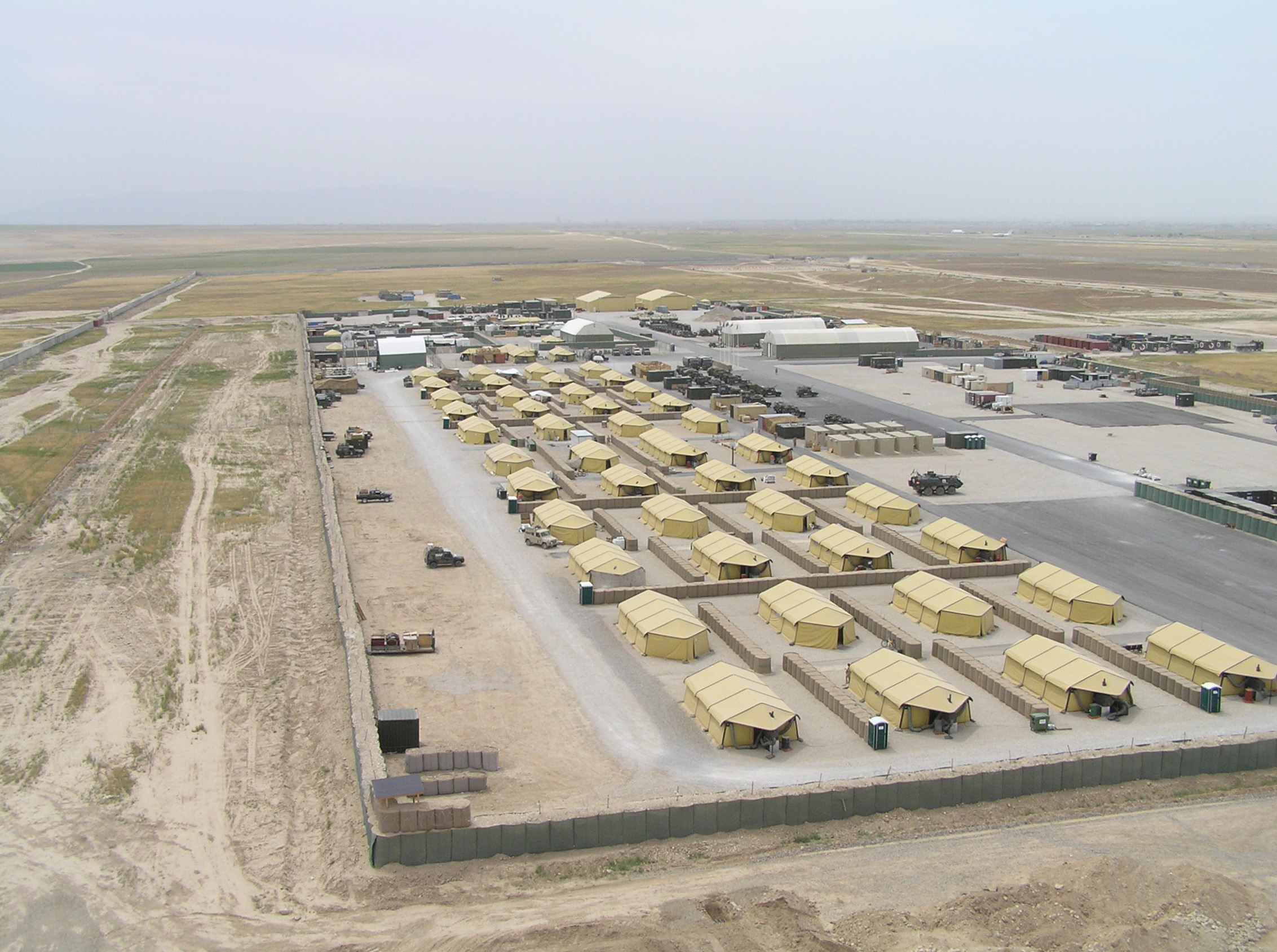
Camp Marmal - one of many military bases in Afghanistan used by PRTs.

지역재건팀(地域再建 - , 영어: Provincial Reconstruction Team, PRT)은 군 장교, 외교관, 재건 관련 전문가로 구성되어, 불안정한 국가에 재건 사업을 지원하는 조직으로 미국 정부에서 도입하였다. 지역재건팀은 2001년 말 또는 2002년 초 아프가니스탄에 처음으로 설치했다.  그 개념은 비슷하지만 아프가니스탄의 지역재건팀은 개별적인 조직과 부대를 보유하고 있다. 그러나 이들의 공통된 목표는 지역 정부가 더욱 효과적으로 주민들을 통치하도록 힘을 실어주는 것이다.
지역재건팀은 원래 아프가니스탄의 수도 카불 바깥 주의 재건 사업을 활성화하기 위한 수단으로 미군이 도입하여 운용한 것이다. 북대서양 조약기구가 아프가니스탄에 개입한 뒤 일부 지역재건팀의 지휘는 미국에서 국제안보지원군(ISAF) 산하의 국가로 이관되기도 하였다. 지역재건팀은 대한민국인과 아프가니스탄인이 협력해서 일을하는 곳이다

## 목록

### 동부
- PRT 가즈니 ( )
- PRT 낭가르하르 ()
- PRT 누리스탄 ()
- PRT 라그만 ()
- PRT 로가르 ()
- PRT 바르다크 ()
- PRT 바미안 ()
- PRT 카피사 ()
- PRT 쿠나르 ()
- PRT 파르바 ()
- PRT 팍티야 ()
- PRT 팍티카 (  )
  - 대한민국 아프간 지방재건팀 (PRT 파르반, 오쉬노 부대)
- PRT 판지시르 ()
- PRT 호스트 (USA)

### 서부
- PRT 바드기스 ()
- PRT 파라 ()
- PRT Gower ()
- PRT 헤라트 ()

### 서남
- PRT 헬만드 ()
- PRT 라슈카르 (   )

### 남부
- PRT 칸다하르 ()
- PRT 우루즈간 (  )
- PRT 자불 ( )

### 북부
- PRT 바다흐샨 ()
- PRT 바글란 ()
- PRT 발흐 ()
- PRT 파으야브 ()
- PRT 쿤두즈 ()

## 같이 보기
- 대분란전